# Valle de San Miguel
Valle de San Miguel är en ort i Mexiko.   Den ligger i kommunen Huejotzingo och delstaten Puebla, i den sydöstra delen av landet, 80 km öster om huvudstaden Mexico City. Valle de San Miguel ligger 2 311 meter över havet och antalet invånare är 461.
Terrängen runt Valle de San Miguel är platt österut, men västerut är den kuperad. Terrängen runt Valle de San Miguel sluttar österut. Runt Valle de San Miguel är det tätbefolkat, med 286 invånare per kvadratkilometer. Närmaste större samhälle är Cholula, 14,6 km sydost om Valle de San Miguel. Trakten runt Valle de San Miguel består till största delen av jordbruksmark.